# محمد الجالوس
محمد الجالوس (مواليد عمّان 1960) فنان تشكيلي أردني/ فلسطيني. ينتمي لعائلة تمّ تهجيرها من قرية قزازة، قضاء الرملة بعد نكبة فلسطين عام 1948. نظم العديد من المعارض في الدول العربية والأوربية، وقد فاز بذهبية بينالي طهران عام 2003. وهو عضو رابطة الفنانين التشكيليين الأردنيين، ورابطة الكتاب الأردنيين، والرابطة الدولية للفنون التشكيلية.

## حياته المهنية
درس الفن في معهد الفنون الجميلة في عمّان عام 1979، وفي عام 1982 حصل على بكالوريوس في إدارة الأعمال من الجامعة الأردنية. كتب في مجال النقد الفني والقصة القصيرة. وقد عمل في مجال إدارة المعارض والتصميم الفني وتعليم الفن للمرحلتين الابتدائية والثانوية، وتدريس الرسم لطلاب الفنون والتصميم الجرافيكي في جامعة فيلادلفيا – الأردن. عاش بين عامي 1994 - 1995 في مدينة نيويورك وشارك في العشرات من ورش العمل الفنية في مختلف دول العالم، ونظم العديد من المعارض الشخصية ابتداء من 1981.

## وصلات خارجية
- بعض أعمال الفنان على فيسبوك | ملتقي بلستيا للفن التشكيلي